# Маршалл, Чед
Чед Ма́ршалл (англ. Chad Marshall; родился 22 августа 1984 года в Риверсайде, Калифорния, США) — американский футболист, защитник. Выступал за клубы «Коламбус Крю» и «Сиэтл Саундерс» и сборную США.

## Клубная карьера
Маршалл начал футбольную карьеру, выступая за футбольную команду Стэнфордского университета.
В 2004 году на Супердрафте MLS Маршалл был выбран командой «Коламбус Крю». В первом сезоне Чед вместе с ветераном команды Робином Фрейзером составляли самую надежную линию защиты первенства. В том же году он Маршалл помог клубу выиграть Supporters’ Shield. Он был номинирован на премию «Новичок года», но уступил Клинту Демпси. В 2007 году Чед принял участие только в 12 встречах из-за полученного сотрясения мозга, эта травма серьёзно угрожала его карьере. В 2008 году Маршалл помог «Крю» выиграть Кубок MLS и Supporters’ Shield. Он забил гол в финальном поединке против «Нью-Йорк Ред Буллз» и был признан «Защитником года», а также был включён в «Символическую сборную MLS» по итогам сезона. В следующем году Чед вновь стал лучшим защитником и в третий раз выиграл Supporters’ Shield. В марте 2011 году Маршалл был выбран капитаном команды, после того, как клуб покинул Фрэнки Хейдук. В декабре того же года «Крю» продлили контракт с Чедом до 2015 года.
12 декабря 2013 года Маршалл был обменян в «Сиэтл Саундерс» на распределительные средства и пик третьего раунда Супердрафта MLS 2015. За «Саундерс» он дебютировал в матче стартового тура сезона 2014 против «Спортинга Канзас-Сити» 8 марта. 3 мая в матче против «Филадельфии Юнион» он забил свой первый гол за «Сиэтл». По итогам сезона 2014 Маршалл в третий раз был назван «Защитником года» и вновь выиграл Supporters’ Shield. В 2016 году он выиграл с «Саундерс» Кубок MLS.
22 мая 2019 года Чед Маршалл объявил о завершении футбольной карьеры.

## Международная карьера
В 2003 году Маршалл в составе молодёжной сборной выступал на молодёжном чемпионате мира в ОАЭ.
10 марта 2005 года в матче товарищеском матче против сборной Колумбии Чед дебютировал за сборную США. В этой же встрече он забил свой первый гол за национальную команду. В 2009 году Маршалл принял участие в розыгрыше Золотом кубке КОНКАКАФ. Он сыграл во встречах против сборных Гондураса, Мексики, Гренады и Панамы. Маршалл стал серебряным призёром Золотого кубка.
Маршалл был включён в предварительную заявку сборной США на чемпионат мира 2010, состоявшую из 30 игроков, но в финальный список из 23 игроков не попал.
6 января 2017 года, впервые за почти семь лет, Маршалл получил вызов в национальную сборную, в тренировочный лагерь перед товарищескими матчами со сборными Сербии 29 января и Ямайки 3 февраля.

### Голы за сборную США
| #   | Дата         | Место                          | Противник | Счёт | Результат | Соревнование      |
| --- | ------------ | ------------------------------ | --------- | ---- | --------- | ----------------- |
| 01. | 9 марта 2005 | Тайтен Стэдиум, Фуллертон, США | Колумбия  | 1:0  | 3:0       | Товарищеский матч |

## Достижения
Клубные
 «Коламбус Крю»
- Кубок MLS — 2008
- Обладатель Supporters’ Shield — 2004, 2008, 2009

 «Сиэтл Саундерс»
- Кубок MLS — 2016
- Обладатель Supporters’ Shield — 2014
- Открытый кубок США — 2014

Международные
 США
- Золотой кубок КОНКАКАФ — 2009

Личные
- Защитник года в MLS — 2008, 2009, 2014
- Член символической сборной MLS — 2008, 2009, 2014, 2018